# Madagaskarvaktel
Madagaskarvaktel (Margaroperdix madagarensis) är en fågelart inom familjen fasanfåglar.

## Utbredning och habitat
Fågeln är endemisk för Madagaskar men finns även introducerad på ön Réunion. Den förekommer i subtropiskt eller tropiskt fuktiga låglandsskogar och bergsskogar. 

## Status och hot
Arten har ett stort utbredningsområde, men tros minska i antal, dock inte tillräckligt kraftigt för att den ska betraktas som hotad. Internationella naturvårdsunionen IUCN listar arten som livskraftig (LC).